# Allmän praktbagge
Allmän praktbagge (Buprestis rustica) är en skalbaggsart som beskrevs av Carl von Linné 1758. Allmän praktbagge ingår i släktet Buprestis, och familjen praktbaggar. Arten är reproducerande i Sverige.